# 新潟県歯科医師会
一般社団法人新潟県歯科医師会（にいがたけんしかいしかい 英称 Niigata Dental Association）は新潟県の歯科医師を会員とする法人。

## 本部所在地
- 〒950-0982 新潟県新潟市中央区堀之内南3-8-13

## 郡市歯科医師会
- 新潟市歯科医師会 〒950-0914 新潟市中央区紫竹山3-3-11 新潟市総合保健医療センター4階
- 上越歯科医師会 〒943-0804　上越市新光町1-10-16 上越歯科医師会館
- 長岡歯科医師会	〒940-0865 長岡市四郎丸町232-1 長岡歯科医師会館
- 三条市歯科医師会 〒955-0061 三条市林町1-22-10 皆木ビル2F
- 西蒲原歯科医師会 〒953-0041 新潟市西蒲区巻甲4363 巻町保健センター内
- 加茂市見附市歯科医師会	〒959-1513 南蒲原郡田上町船河甲1073-17 川名歯科医院内
- 十日町市中魚沼郡歯科医師会 〒948-0082 十日町市本町3寅甲2甲 蕪木歯科医院内
- 新発田市歯科医師会 〒957-8577 新発田市本町4-16-83 下越総合健康開発センター内
- 佐渡歯科医師会 〒952-1314 佐渡市河原田本町409-6 小林斉方
- 柏崎市歯科医師会〒945-0061 柏崎市栄町18-31 柏崎市歯科医師会館
- 小千谷北魚沼歯科医師会〒946-0025 魚沼市古新田179 藤本歯科医院内
- 南魚沼郡歯科医師会〒949-6623 南魚沼市六日町986-2 中澤歯科医院内
- 五泉市阿賀町歯科医師会〒959-1862 五泉市旭町3-45マンション旭205
- 北蒲原歯科医師会〒959-2631 胎内市表町1-17 江口歯科医院内
- 岩船郡村上市歯科医師会〒958-0857 村上市飯野2-5-6 いいの歯科医院内